# Shimon bar Yohaï
Ne doit pas être confondu avec Rachi.

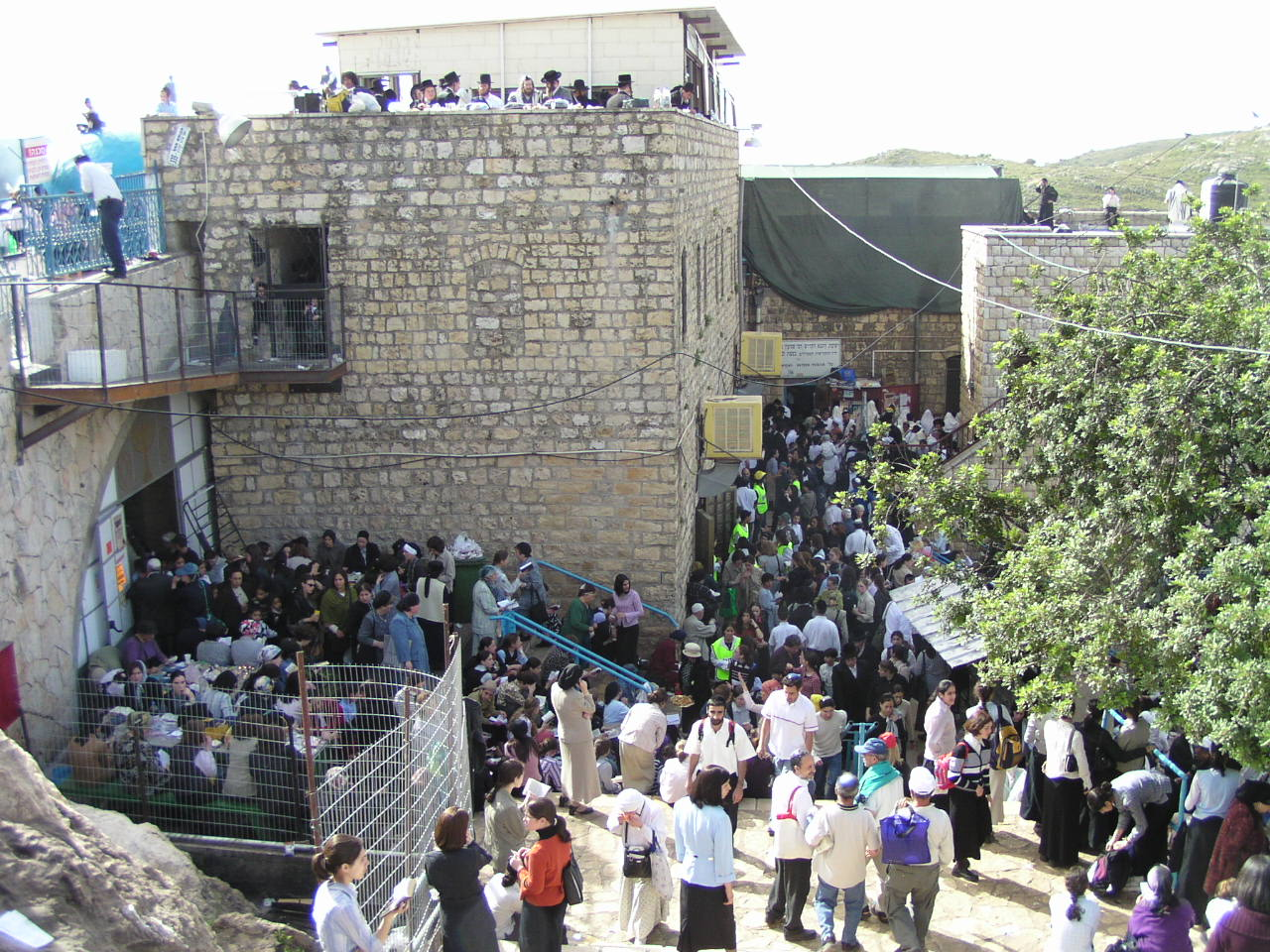
Le tombeau de Rabbi Shimon bar Yohaï à Meron (Israël) pendant Lag Ba'Omer

Shimon bar Yohaï (hébreu : שמעון בן יוחאי Siméon fils de Yohaï, judéo-araméen : שמעון בר יוחאי Siméon bar Yohaï, acronyme Rachbi) est un rabbin galiléen ayant vécu entre la fin du Ier siècle et le IIe siècle de l'ère chrétienne.
Il a, selon la tradition talmudique, poursuivi le combat entamé par son maître Rabbi Akiva contre l’empire romain et, poursuivi, s'est réfugié avec son fils Rabbi Eléazar (en) pendant treize ans dans une grotte à Peki'in (en) d’où ils sont ressortis avec des pouvoirs mystiques. Crédités de grands savoirs ésotériques ainsi que de nombreux miracles, ils reposent tous deux dans un caveau du mont Méron.
Il est souvent considéré symboliquement comme l'auteur du Zohar, ouvrage clé de la Kabbale qu’il aurait rédigé dans la caverne.
Il est, en vertu d’un enseignement kabbalistique, décédé un 18 iyar et son mausolée fait depuis l’objet d’un pèlerinage annuel à l'occasion de Lag BaOmer.

## Éléments biographiques
Fils d’un notable apprécié du pouvoir romain, Shimon ben Yohaï a étudié dans sa jeunesse à l’académie de Yabné, provoquant par l'une de ses questions un conflit de taille entre Rabban Gamliel et Rabbi Yehoshoua. Il s’attache ensuite aux enseignements de Rabbi Akiva pendant treize ans, dans une académie fondée par ce dernier à Bnei Brak et jusque dans la geôle où le docteur a été, selon la tradition talmudique, enfermé en attendant d’être mis à mort pour avoir bravé l'interdiction d'enseigner la Torah. Considéré par Rabbi Akiva comme l'un de ses disciples préférés, Shimon ben Yohaï ne reçoit cependant le titre de rabbi qu’après Rabbi Meïr, et Rabbi Akiva doit l'apaiser. Son ordination est confirmée après la mort en martyr de son maître par Rabbi Juda ben Baba, lui aussi massacré à coups de lances pour cet acte de défiance envers Rome.
Ces faits et les persécutions des Juifs sous le règne de l'empereur Hadrien lui inspirent de forts sentiments anti-romains. Lors d'un colloque de Sages à Oucha, alors que son collègue Rabbi Yehouda vante les vertus technologiques et civilisatrices de Rome, Rabbi Yosse garde le silence tandis que Rabbi Shimon lui rétorque que leurs marchés sont des places de prostitution, leurs bains ont été créés pour leur propre plaisir et leurs ponts sont un prétexte à levée de taxes. Ses paroles parviennent aux oreilles du pouvoir romain qui décide de son exécution.

Selon la version de la tradition compilée dans le Talmud de Jérusalem, Rabbi Shimon se réfugie dans une grotte près de Gadara et y passe treize ans, n'en sortant qu’après avoir vu un oiseau s'échapper à plusieurs reprises du filet tendu par un chasseur. Il se rend ensuite aux sources de Tibériade pour soigner son corps couvert d'éruptions après ces années de privations.

Selon la version plus célèbre du Talmud de Babylone, c'est en compagnie de son fils Rabbi Eléazar (en) qu'il se cache dans une académie de Tibériade puis, craignant que sa femme ne parle sous la torture, dans une grotte (située selon une tradition ultérieure à Peki'in (en)) où Dieu suscite pour eux un caroubier et un cours d'eau. Ils se plongent dans le sable jusqu'au cou et dans l'étude de la Torah pendant douze ans jusqu'à ce que le prophète Élie leur révèle la mort de l'empereur. Sortis de la grotte avec un « regard ardent » (au sens propre), ils y sont promptement renvoyés pendant une année supplémentaire pour avoir détruit la création divine. Lorsqu'ils en ressortent, ils sont accueillis par Pin'has ben Yaïr, gendre de Rabbi Shimon qu'il console en lui assurant que l'affliction de son corps n'est que peu de choses en regard des progrès qu'il a réalisés dans son étude de la Torah.
Après avoir procédé à la purification miraculeuse de la ville de Tibériade, Rabbi Shimon établit une académie à Meron ou, selon une autre tradition, Tekoa (cette ville n’est cependant pas la Tekoa biblique et pourrait être une localité avoisinante de Meron voire une appellation alternative du même lieu), formant de nombreux disciples dont Juda Hanassi. Il se distingue par sa piété et son étude continuelle de la Torah et l'on dit de lui qu'il est l'un de ceux dont le mérite maintient le monde. L'arc-en-ciel, signe de l'Alliance entre Dieu et les hommes de ne plus noyer la terre sous le déluge, ne serait jamais apparu de son vivant et lui-même assure qu'il aurait pu délivrer le monde du jugement divin s'il avait vécu avec son fils à la même époque que le roi Yotham (selon une autre tradition, à la même époque qu'Abraham et Ahiya le Silonite).

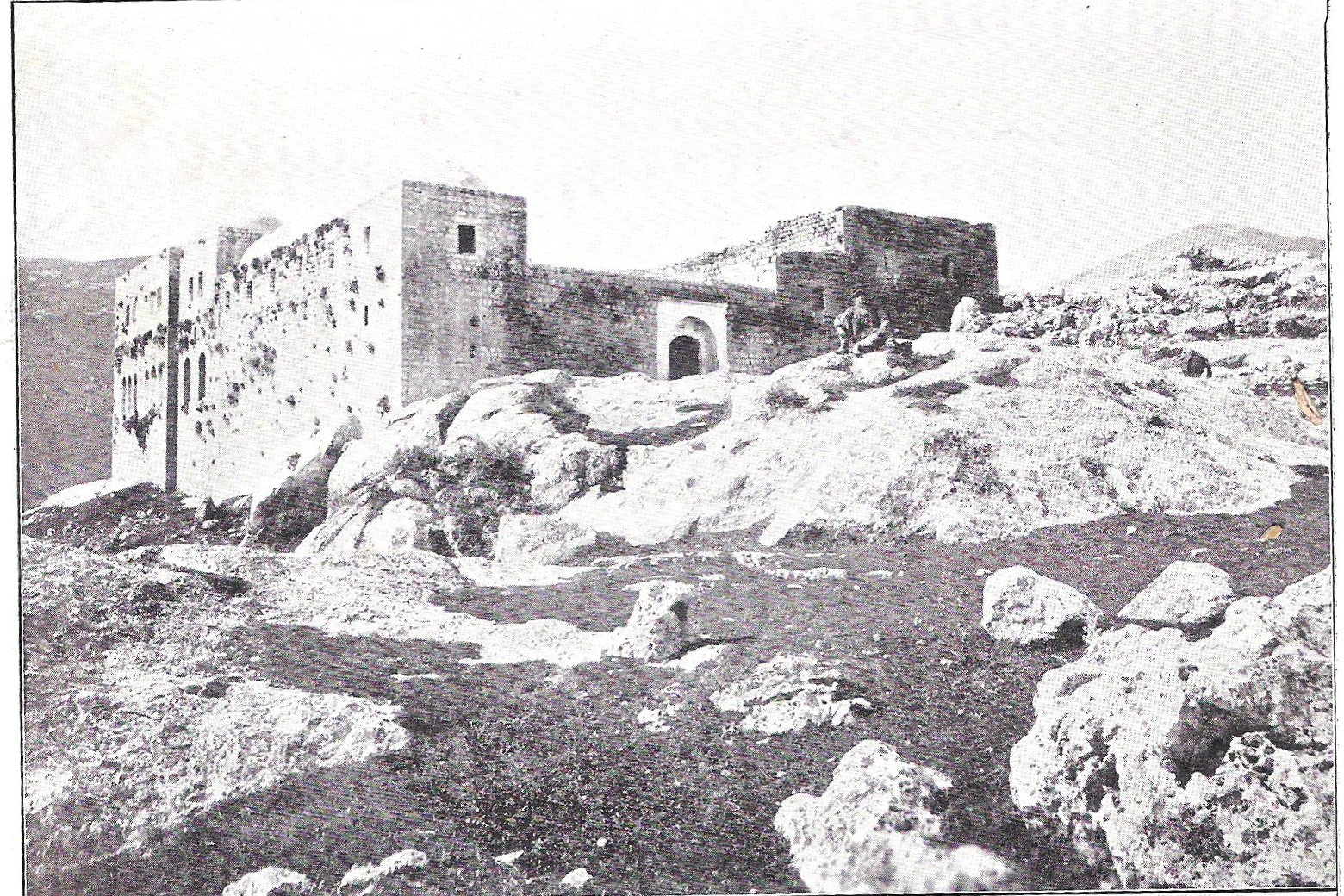
Le tombeau de Rabbi Shimon bar Yohaï au XIXe siècle

Réputé pour ses nombreux miracles, il est, sur la fin de sa vie, envoyé à Rome comme ambassadeur pour demander à l'empereur d'abolir le décret interdisant trois préceptes essentiels à l'observance du culte juif. Il rencontre sur le chemin le démon Ben Temalion qui l'assiste en prenant possession du corps de la fille de l'empereur. Après l'avoir exorcisée, Rabbi Shimon obtient de l'empereur le décret qu'il taille en pièces.
Rabbi Shimon s'éteint peu après et aurait été inhumé à Meron en Galilée. Selon la tradition, il apparaît en vision à plusieurs Sages après sa mort.

## Enseignements
Shimon bar Yohaï étudie entouré de ses disciples, les rabbis Eléazar (son fils), Juda, Jossé Hiya et Isaac.
Son enseignement s'oriente autour de deux préceptes fondamentaux : la prière désintéressée et la supériorité de l'étude, l'une menant à l'autre et réciproquement.
Shimon bar Yohaï ne laisse aucune œuvre certaine. On lui attribue :
- Sifre, un commentaire des Nombres et du Deutéronome (Sifré est historiquement attribué à l'école de Rav).
- Mekhilta, commentaire de l'Exode (ne pas confondre avec celui, plus important, attribué à l'école de Rabbi Ishmaël).
- Le Zohar dont il aurait dicté le texte à ses disciples (mais le consensus des historiens attribue désormais l'essentiel du Zohar à Moïse de Léon).